# Aéroport international Melchior Ndadaye
Pour les articles homonymes, voir BJM.
L'aéroport international Melchior Ndadaye (code IATA : BJM • code OACI : HBBA) est un aéroport du Burundi situé à 10 km du centre-ville de Bujumbura, l'ancienne capitale du pays.

## Histoire
L'aéroport a été ouvert en 1952. En 2008, l'aéroport a dénombré 120 000 passagers. En 2017 on en dénombre 300 000 passagers[réf. nécessaire].
Le 1er juillet 2019, l'aéroport a été rebaptisé aéroport international Melchior Ndadaye en hommage à Melchior Ndadaye, héros de la Démocratie, premier président démocratiquement élu au Burundi en 1er juin 1993 et assassiné la même année (21 octobre) après juste trois mois au pouvoir,.
Le 5 décembre 2000, un Airbus A330-200 de la Sabena essuie un tir d'arme automatique alors qu'il est en approche finale d'atterrissage. Onze projectiles atteignent l'avion mais celui-ci parvient à atterrir sans autre encombre.

## Statistiques
Pour des raisons techniques, il est temporairement impossible d'afficher le graphique qui aurait dû être présenté ici.

Voir la requête brute et les sources sur Wikidata.

## Compagnies et destinations
L'aéroport international Melchior Ndadaye est desservi par 8 compagnies aériennes :
- Ethiopian Airlines depuis l'Europe, l'Asie, l'Afrique et l'Amérique du Nord (Washington D.C. et Toronto Pearson) via Addis-Abeba.
- Air Burundi depuis la région des Grands Lacs (Entebbe, Kilimanjaro et Kigali).
- Kenya Airways depuis l'Europe, l'Asie et l'Afrique via Nairobi.
- Interlink Airlines depuis Jeddah, Le Cap et le parc national Kruger via Johannesburg.
- RwandAir depuis le Rwanda (Cyangugu), le Kenya (Nairobi), l'Ouganda (Entebbe), la Tanzanie (Kilimanjaro, Dar es Salaam), Zambie (Lusaka) et l'Afrique du Sud (Johannesbourg) via Kigali.
- Brussels Airlines depuis l'Afrique, l'Europe, l'Asie, l'Amérique du Nord et l'Amérique latine via Bruxelles.
- Fly540 depuis Nairobi et Mwanza.
- TMK aviation depuis Bukavu.

| Compagnies         | Destinations                    |
| ------------------ | ------------------------------- |
| Air Tanzania       | Dar es Salam-J. Nyerere, Kigoma |
| Brussels Airlines  | Bruxelles-National              |
| Ethiopian Airlines | Addis-Abeba Bole                |
| Kenya Airways      | Nairobi-J. Kenyatta             |
| Rwandair           | Kigali                          |
| Uganda Airlines    | Entebbe                         |

### Cargo
| Compagnies    | Destinations                                   |
| ------------- | ---------------------------------------------- |
| Cargolux      | Luxembourg-Findel                              |
| Magma Avation | Dubaï Al Maktoum, Nairobi-J. Kenyatta, Conakry |